# Мохсеннеджад, Мехди
Мехди Сейфолла Мохсеннеджад (перс. مهدی محسن‌نژاد‎; 9 декабря 1998, Хузестан, Иран) — иранский борец греко-римского стиля, призёр чемпионатов Азии.

## Карьера
В ноябре 2018 года в Бухаресте, победив в малом финале армянина Армена Меликяна, завоевал бронзовую медаль на чемпионате мира среди спортсменов до 23 лет. Год спустя в Будапеште на чемпионате мира среди спортсменов до 23 лет он снова стал обладателем бронзовой награды, на сей раз в схватке за 3 место он одолел Кристиана Кечкемети из Венгрии. Первую медаль на крупных международных соревнованиях он завоевал 19 февраля 2020 года в Нью-Дели на чемпионате Азии, победив в схватке за 3 место казахстанца Айдоса Султангали, став бронзовым призёром. В апреле 2021 года в Алма-Ате в финале чемпионата Азии сошёлся с Айдоса Султангали, на сей раз он проиграл, получив серебряную награду. 3 ноября 2021 года в финале чемпионата мира среди борцов до 23 лет в Белграде уступил россиянину Анвару Аллахьярову. 20 апреля 2022 года в Улан-Баторе на чемпионате Азии дошёл до финала, в котором уступил Жоломану Шаршенбекову из Кыргызстана, став серебряным призёром. 22 сентября 2023 года в полуфинале чемпионата мира в Белграде проиграл Жоломану Шаршенбекову, на следующий день в схватке за бронзовую медаль уступил Исломжону Бахромову из Узбекистана, однако в схватке за Олимпийскую лицензию одолел Геворга Гарибяна из Армении.

## Достижения
- Чемпионат мира по борьбе среди спортсменов до 23 лет 2018 — ;
- Чемпионат Азии по борьбе среди спортсменов до 23 лет 2019 — ;
- Чемпионат мира по борьбе среди спортсменов до 23 лет 2019 — ;
- Чемпионат Азии по борьбе 2020 — ;
- Чемпионат Азии по борьбе 2021 — ;
- Чемпионат мира по борьбе среди спортсменов до 23 лет 2021 — ;
- Чемпионат Азии по борьбе 2022 — ;
- Чемпионат мира по борьбе 2023 — 5;